# Montpellier Hérault Rugby
Montpellier Hérault Rugby (bis 2009: Montpellier Hérault Rugby Club) ist ein Rugby-Union-Verein aus der französischen Stadt Montpellier im Département Hérault. Er spielt in der höchsten französischen Liga Top 14. Die Heimspiele werden im GGL Stadium ausgetragen.

## Geschichte
Der erste Rugbyclub der Stadt, Montpellier Sportif, wurde 1900 gegründet. 1963 folgte Stade Montpelliérain; von diesem spaltete sich 1974 der Montpellier Université Club (MUC) ab, der zwölf Jahre später in die erste Liga aufstieg. Ebenfalls 1986 schlossen sich Stade Montpelliérain und der MUC wieder zusammen und bildeten den Montpellier Rugby Club.
1998 stieg Montpellier in die zweite Liga ab und gewann im darauf folgenden Jahr die Challenge de l’Espérance, einen Pokalwettbewerb für unterklassige Mannschaften. 2003 fügte der Verein seinem Namen die Bezeichnung Hérault bei und führte ein neues Logo mit einer Zistrose ein. Im selben Jahr wurde Montpellier Meister der zweiten Liga Pro D2 und stieg auf. Nach dem vorzeitigen Ausscheiden im European Challenge Cup nahm der Verein am European Shield teil und gewann diesen Pokal auf europäischer Ebene; im Finale in Parma wurde der italienische Vertreter Rugby Viadana mit 25:19 bezwungen.
Im Juli 2007 zog der Verein in das neu erbaute Stade Yves du Manoir (heute: GGL Stadium) um, das mit einer Kapazität von 12.000 Zuschauern (ausschließlich Sitzplätze) fast doppelt so groß ist als das bisher genutzte Stade Sabathé. 2011 erreichte Montpellier erstmals das Meisterschaftsfinale, verlor aber gegen Stade Toulousain.

## Erfolge
- Meister Pro D2: 2003
- Meisterschaftsfinalist: 2011
- Sieger European Shield: 2004

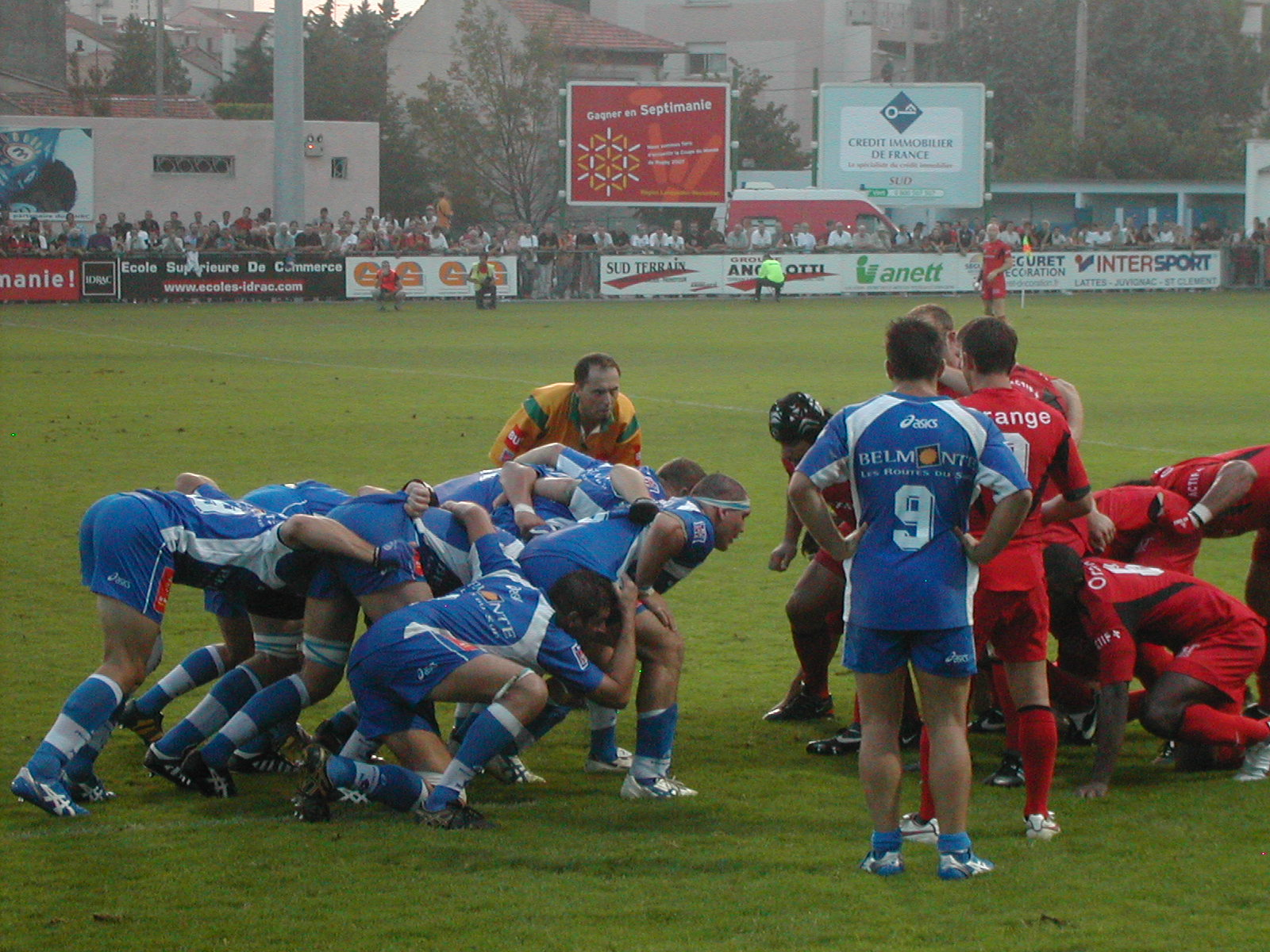
Spiel gegen Stade Toulousain (September 2005)

- Sieger Challenge de l’Espérance: 1993

### Meisterschaftsfinalspiele
| Datum        | Meister          | 2. Finalist | Ergebnis | Ort                          | Zuschauer |
| ------------ | ---------------- | ----------- | -------- | ---------------------------- | --------- |
| 4. Juni 2011 | Stade Toulousain | Montpellier | 15:10    | Stade de France, Saint-Denis | 77.000    |

## Spieler

### Aktueller Kader
Der Kader für die Saison 2019/2020:

### Bekannte ehemalige Spieler
| - Johnnie Beattie - David Bortolussi - Agustín Creevy - Aaron Cruden - Geoffrey Doumayrou - Jannie du Plessis - Santiago Fernández | - Juan Figallo - Mamuka Gorgodse - Jim Hamilton - Shontayne Hape - Dawid Kubriaschwili - Schalwa Mamukaschwili - Justin Marshall | - Nicolas Mas - Nemani Nadolo - Tomás O’Leary - Wynand Olivier - Ruan Pienaar - Akapusi Qera - Rene Ranger | - Goderdsi Schwelidse - César Sempere - Pierre Spies - Alessandro Stoica - Tevita Taumoepeau - Joe Tomane - Gregor Townsend | - François Trinh-Duc - Giorgi Tschchaidse - Anthony Tuitavake - Gonçalo Uva - Vasco Uva - CJ van der Linde - Nic White |